# 29552 Черн
29552 Черн (29552 Chern) — астероїд головного поясу, відкритий 15 лютого 1998 року.
Тіссеранів параметр щодо Юпітера — 3,281.